# Йежи Бралчик
Йѐжи Бра̀лчик (на полски: Jerzy Bralczyk) е полски езиковед, специалист в областта на езика на медиите, рекламата и политиката.

## Биография
Йежи Бралчик получава докторска степен през 1973 г., а се хабилитира през 1986 г. Получава титлата професор по хуманитарни науки през 2000 г.
От 1999 г. следва в Училището по социална психология във Варшава и Института по журналистика към Варшавския университет.
От 1996 г. е член на Полския езиков съвет, а от 2003 г. е представител на президиума му. Той е и член на Полското общество по лингвистика, на Лингвистичния комитет на Полската академия на науките, на Съвета по етика и информационни управление на фондовата борса и на Collegium Invisibile.
В годините 2001 – 2007 е водещ на телевизионното предаване „Mówi się“. Водещ е и на месечната рубрика „Wiedza i Życie“.

## Трудове
- „O języku polskiej propagandy politycznej lat siedemdziesiątych“ (1984)
- „Przestrogi i porady językowe dla dziennikarzy“ (1984)
- „Język na sprzedaż“ (1996)
- „Mówi się. Porady językowe profesora Bralczyka“ (2001)
- „O języku polskiej polityki lat osiemdziesiątych i dziewięćdziesiątych“ (2004)
- „Leksykon zdań polskich“, Warszawa 2004
- „Mój język prywatny“ (2004)
- „Leksykon nowych zdań polskich“ (2005)
- „444 zdania polskie“ (2007)

## Награди
- Офицерски кръст на Ордена на Възраждане на Полша (1998)[1]
- Златен Кръст за заслуги (1988)